# Ralf Tooten
Ralf Tooten (* 23. Juni 1958 in Homberg) ist ein deutscher Fotograf mit Sitz in Bangkok. Bekannt wurde er bereits in jungen Jahren durch seine Szenenfotografie am Set des Films Die Blechtrommel von Volker Schlöndorff.

## Frühes Leben
Ralf Tooten wurde in Homberg, Niederrhein, als Sohn von Anneliese (geb. Flettner) und Karl Tooten geboren. Von 1973 bis 1975 besuchte er das Adolf-Kolping-Berufskolleg in Kerpen-Horrem bei Köln. Aufgrund seines frühzeitigen Interesses an der Fotografie absolvierte er von 1975 bis 1978 eine Ausbildung in Köln-Junkersdorf unter dem Architekturfotografen Clemens Hartzenbusch und seiner Frau Hildegard Lotz, die sich auf Porträtfotografie spezialisiert hatte.

## Karriere

### Anfänge als Szenenfotograf
Tootens Karriere begann 1979, als er zum Set des Films Die Blechtrommel, basierend auf dem Roman von Günter Grass, eingeladen wurde. Regisseur Volker Schlöndorff engagierte ihn als Szenenfotografen, und seine Aufnahmen erschienen u. a. in einer Buchausgabe zum Film. Die Blechtrommel wurde 1979 mit der Goldenen Palme in Cannes ausgezeichnet und gewann 1980 den Oscar für den besten fremdsprachigen Film.
Tooten arbeitete in der Folge mit weiteren namhaften Regisseuren zusammen, darunter Margarethe von Trotta an den Filmen Schwestern oder Die Balance des Glücks und Die bleierne Zeit, für den sie 1981 bei den Filmfestspielen von Venedig mit dem Goldenen Löwen ausgezeichnet wurde. 

### Internationale Projekte
2001 veröffentlichte Tooten sein erstes Fotobuch Augen der Weisheit beim Herder Verlag in Freiburg, eine Porträtsammlung spiritueller Persönlichkeiten. Die Arbeit brachte ihm 2003 den renommierten Hasselblad Master Award in Göteborg, Schweden, ein.
2003 verlegte Tooten seinen Wohnsitz nach Bangkok und setzte sich künstlerisch intensiv mit der asiatischen Kultur auseinander. Augen der Weisheit wurde 2004 mit Unterstützung des Goethe-Instituts in die Ausstellung Eyes of Wisdom in der Nationalgalerie Bangkok überführt.
Zusammen mit dem deutschen Autor und Journalisten Roger Willemsen entstand das Fotoprojekt Bangkok Noir. Die beiden verbrachten zwei Jahre damit, das nächtliche Leben der Stadt zu dokumentieren. Das gleichnamige Buch erschien 2009 und wurde ein Bestseller. 2011 wurde es unter Leitung von Josef Ng als Multimedia-Ausstellung in der Nationalgalerie Bangkok präsentiert.

### Weitere Arbeiten
2011 initiierte Tooten das Projekt The Naked Truth, das sich den emotionalen Belastungen von Menschen mit Schuppenflechte widmete. Unterstützt wurde die Kampagne von Pfizer Inc., die Aufnahmen entstanden u. a. auf den Kanarischen Inseln, in Spanien und Costa Rica. Die Ausstellung wurde in mehreren Regionen weltweit gezeigt, darunter Europa, Nahost, Nordafrika und Lateinamerika.
2013 realisierte Tooten die Installation R.C.A. (Ratchburi Construction Workers Open Air), eine großformatige Porträtreihe thailändischer Bauarbeiter, die an verschiedenen Orten der Stadt Ratchaburi gezeigt wurde. Kurator war der Künstler Wasinburee Supanichvoraparch.
2016 präsentierte Tooten die Serie Nachtwellen, die sich durch ultraniedrige Lichtlandschaften des Meeres auszeichnete, in Bangkok.

### Jüngere Ausstellungen
2018/2019 war Tooten einer der ausgewählten Künstler der ersten Bangkok Art Biennale. Unter der künstlerischen Leitung von Apinan Poshyananda wurden seine Arbeiterporträts über einen Zeitraum von vier Monaten an verschiedenen Orten der Stadt gezeigt.
In den Jahren 2019 und 2020 waren seine Arbeiten Teil einer Gruppenausstellung im Palazzo Merati in Venedig sowie in der BAB Box, der offiziellen Galerie der Bangkok Art Biennale. 2021 beteiligte er sich an der Ausstellung Healing Waters in der Amanpuri Gallery in Phuket, zusammen mit Tul Hirunyalawaan und Chaiyapruek Chalermpornpanit. Kuratiert wurde sie von Luckana Kunavichayanont.
Seit 2007 arbeitet Tooten auch im Bereich der Architektur- und Hotelfotografie für namhafte Hotel- und Resortketten in Asien und Ozeanien.

## Anerkennungen und Auszeichnungen
- 2003: Hasselblad Master Award[14]
- 2008–2016: Jurymitglied beim internationalen Fotowettbewerb der Silpakorn-Universität, Bangkok[15][16]
- 2018/2019: Teilnahme an der Bangkok Art Biennale[17]